# Builaran
Builaran is een bestuurslaag in het regentschap Belu van de provincie Oost-Nusa Tenggara, Indonesië. Builaran telt 980 inwoners (volkstelling 2010).